# ТУ9
ТУ9 (рос. Тепловоз Узкоколейный, тип 9) — російський вузькоколійний тепловоз, спроектований 1993 на Камбарському машинобудівному заводі.

## Історія створення
1993 на Камбарському машинобудівному заводі завершили почате за часів СРСР проектування і виготовили партію з чотирьох рудникових тепловозів для колії шириною 900 мм для будівництва Ірганайської ГЕС в Дагестані. Тепловози отримали позначення ТУ9-001-004. Локомотив проектувався з якомога меншою шириною і висотою кузова. Як силова установка застосовувався ярославський дизель ЯМ3-236 потужністю 180 к.с. з п'ятиступінчатою коробкою передач.
Тепловоз був двовізковим локомотивом, який спирався на два стандартні візки КМЗ. У передній частині розташовувалася кабіна, вхід у яку був з переднього майданчика. За кабіною встановлювався радіатор, за ним двигун з коробкою передач. Двигун мав систему нейтралізації відпрацьованих газів. Від коробки передач обертання карданним валом передавалося на реверс-редуктор, розміщений над заднім візком, а від нього на проміжний редуктор, підвішений під рамою локомотива — від нього карданами на осьові редуктори візків. Все обладнання було розташоване під капотом, на задньому майданчику розташовувався головний повітряний резервуар і паливний бак. Тепловоз був обладнаний зчепами для роботи з шахтними вагонетками.
1994 тепловози надійшли для роботи на вузькоколійній залізниці Ірганайської ГЕС для заміни п'яти мотовозів фірми Schoma.